# Linia kolejowa 100 Bratislava – Devínska Nová Ves – Marchegg
Linia kolejowa nr 100 – linia kolejowa o długości 18,758 km, łącząca Bratysławę z Marchegg przez Devínską Novą Ves. Jest to linia graniczna, biegnąca do austriackiego Marchegg, gdzie łączy się z linią do Wiednia.

## Historia linii
Od 1836 były wysiłki na rzecz budowy linii kolejowej łączącej Wiedeń i Budapeszt. Linia przez Győr rozpoczęła działalność w 1838 roku, ale także prowadzono już praca na linii Marchegg – Bratysława.
Linia wymagała budowy wiele obiektów infrastrukturalnych, takich jak 474 m długości most na Morawie, 215 m długości i 17 m wysokości Czerwony most i tunel o długości 703,6 m.
Trasę z Wiednia do Bratysławy poprzez Marchegg ukończono już 10 sierpnia 1848 i była pierwszą linię kolejową na Słowacji. Po wybudowaniu odcinka Bratysława – Vác, od 16 grudnia 1850 połączono Wiedeń z Budapesztem i była jedną z najważniejszych linii w Austro-Węgrzech. Na tej trasie kursował słynny Orient Express.